# Garganta de las Torres
La garganta de las Torres es un curso de agua de la península ibérica, afluente del Tiétar por la derecha. Discurre por la vertiente sur de la sierra de Gredos, en la provincia española de Ávila.

## Descripción
Nace en el puerto de Mijares, a 1570 metros sobre el nivel del mar, y discurre en su origen en dirección suroeste, por entre dos elevados contrafuertes de la sierra de Gredos, dirigiéndose hacia el sur en el resto de su curso, que en total es de unos 15 kilómetros. Desemboca en el río Tiétar unos ocho kilómetros al sur de Mijares. En la segunda mitad del siglo XIX sus aguas movían algunos molinos harineros y regaban en el término municipal de Mijares multitud de huertas y prados naturales. Tres kilómetros más arriba de su desembocadura recibe las aguas de un arroyo que nace en lo alto de la sierra y corre de norte a sur, pasando al oeste de Gavilanes. Este arroyo forma cerca de su origen una bonita cascada, de unos 25 metros de altura, llamada chorrera de Blasco Chico.
Perteneciente a la cuenca hidrográfica del Tajo, sus aguas acaban vertidas en el océano Atlántico.